# Tradicijska glazba
Tradicijska glazba, vrsta je glazbe koja odražava glazbenu tradiciju tj. baštinu, naslijeđe pojedinoga područja, naselja ili naroda. U prošlosti usmeno prenošena, melografskim bilježenjem i notacijom ostaje zapisana za daljnje izvođenje i obradu. Nadređena je narodnoj glazbi i etno-glazbi, žanru zabavne glazbe.

## Vanjske poveznice
- Zbirka etno–pjesama iz cijeloga svijeta